# جويسئة
الغاليون الأبيض أو الجويسئة أو الغاليوم أو الدَّبيقة أو حشيشة الأفعى جنس نباتي ينتمي إلى الفصيلة الفوية. يضم 617 نوعًا معروفاً من النباتات في المناطق المعتدلة من نصفي الكرة الأرضية الشمالي والجنوبي.
كثير من أنواعها واطنة في المغرب العربي.

## من أنواعها الواطنة فيالوطن العربي
- الجويسئة الباريسية (باللاتينية: Galium parisiense) في في المغرب العربي ومصر ومعظم مناطق حوض البحر الأبيض المتوسط
- الجويسئة البيضاء (باللاتينية: Galium album) في المغرب العربي ومعظم مناطق أوروبا
- الجويسئة الخشنة (باللاتينية: Galium scabrum) في المغرب العربي وغرب حوض البحر الأبيض المتوسط
- الجويسئة الخضراء (باللاتينية: Galium verum) في المغرب العربي ومعظم مناطق أوروبا
- الجويسئة خضراء الأزهار (باللاتينية: Galium viridiflorum) في المغرب العربي وإسبانيا
- الجويسئة الزائفة (باللاتينية: Galium spurium) في مناطق الوطن العربي المتوسطية ومعظم مناطق أوروبا
- الجويسئة القزمة (باللاتينية: Galium pumilum) في المغرب العربي ومعظم مناطق أوروبا
- الجويسئة المستدقة (باللاتينية: Galium acuminatum) في المغرب العربي
- الجويسئة مستديرة الأزهار (باللاتينية: Galium rotundifolium) في المغرب العربي ومعظم مناطق أوروبا

## من أنواعها الأخرى
- الجويسئة الصخرية (باللاتينية: Galium petraeum)
- الجويسئة العطرة (باللاتينية: Galium odoratum)
- الجويسئة متدلية الأزهار (باللاتينية: Galium penduliflorum)